# جيمس ك. ماكلولين
جيمس ك. ماكلولين (بالإنجليزية: James C. McLaughlin)‏ هو محامي وسياسي أمريكي، ولد في 26 يناير 1858، وتوفي في 29 نوفمبر 1932. حزبياً، نشط في الحزب الجمهوري. وقد انتخب عضو مجلس النواب الأمريكي.